# Philippe d'Arbois
Philippe d’Arbois, né au début du XIVe siècle à Arbois (en Bourgogne), et mort le 25 juillet 1377 (ou 1378) à Tournai (Belgique), a été évêque de Noyon (1350-1351) puis de Tournai, de 1351 à sa mort. 

## Biographie

### Début de carrière
Né à Arbois en Bourgogne, Philippe est d’abord curé de Beuvry (vers 1332), près de Béthune. Ensuite doyen de Saint-Donatien à Bruges, où il est un des proches du comte de Flandre, tout en étant écouté également des rois de France. À la recherche de faveurs personnelles il n’hésite pas à visiter la cour pontificale (à Avignon) en août et décembre 1336. Mais Benoît XII (Jacques Fournier) est un réformateur, et agit contre les abus. 
Sous Clément VI, élu pape en 1342, Philippe d’Arbois fait de nouvelles visites à Avignon (1342 et 1343). Ce pape est mieux disposé à son égard et le doyen de Bruges obtient les dispenses nécessaires pour accumuler les prébendes.  

### Évêque de Noyon
Nommé le 23 décembre 1349 grâce à la faveur royale Philippe d’Arbois obtient l’évêché de Noyon (1350), d’où il est promu à Tournai en 1351.  

### Évêque de Tournai
Il est bien reçu par le chapitre bien qu’il n’ait pas été nommé par les chanoines. Bon diplomate il est plusieurs fois appelé à résoudre quelques conflits entre les deux voisins (Flandre et France). Il fait sa joyeuse entrée à Tournai le 22 janvier 1351.
Comme évêque il fait preuve de sens pastoral et est bien reçu par tous grâce à ses libéralités envers les couvents, les églises et les pauvres. En 1364 il fait quêter pour restaurer la cathédrale, « notre mère et épouse, l’église de Tournai » alors dans un triste état. C’est lui qui, le 13 juin 1369, bénit, à Saint-Bavon, le mariage de Marguerite de Male, fille du comte de Flandre, avec Philippe le Hardi, duc de Bourgogne. Ce mariage marque un tournant important dans l’histoire des Pays-Bas méridionaux.

### Administration du diocèse
Les actes de l’administration ecclésiastique du diocèse nous montrent un bon administrateur : il achève l’organisation en doyennés du territoire et surtout, il tient des synodes en 1360, 1366 et 1371 « pour établir le bon ordre et réformer les abus ». Mesures contre les ‘violateurs’ de personnes ou de biens ecclésiastiques, prêtres concubinaires à dénoncer, cures à entretenir, listes des excommuniés à lire en chaire de vérité, tout y passe. Philippe d’Arbois passe à l’exécution des mesures prises. 
L’évêque laisse le souvenir d’un homme généreux en matière d’argent. En 1376, à la fin de sa vie, Il contribue généreusement à la construction de l’église de la chartreuse du Mont Saint-André (à Chercq) qui vient d’être fondée. Il en est reconnu comme un des bienfaiteurs insignes. 
La Chronica tornacensis nous dit qu’il distribuait largement les aumônes aux pauvres. Lors de l’épidémie de peste (1349) et de l’inondation causée par l’Escaut (1353) il prend des mesures pour soulager la misère des malades et sinistrés.  
Philippe d’Arbois meurt un 25 juillet, en 1377, ou plus probablement 1378. Il est enseveli dans sa cathédrale de Tournai. Pierre d’Aussay, élu par le chapitre de chanoines, lui succède comme évêque de Tournai (19 janvier 1379).